# Atherigona annobonensis
Atherigona annobonensis är en tvåvingeart som beskrevs av Peris 1963. Atherigona annobonensis ingår i släktet Atherigona och familjen husflugor.
Artens utbredningsområde är Annobón. Inga underarter finns listade i Catalogue of Life.